# Орден Орлиного хреста

## Знаки ордена
| 1-ша ступінь ордена                         | 1-ша ступінь ордена, для нагородження жінок | 2-га ступінь ордена                            |
| ------------------------------------------- | ------------------------------------------- | ---------------------------------------------- |
|                                             |                                             |                                                |
|                                             |                                             |                                                |
| 2-га ступінь ордена, для нагородження жінок | 3-я ступінь ордена                          | 3-я ступінь ордена, для нагородження жінок     |
|                                             |                                             |                                                |
|                                             |                                             |                                                |
| 4-та ступінь ордена                         | 5-та ступінь ордена                         | Знаки ордена Орлиного хреста за воєнні заслуги |
|                                             |                                             |                                                |
|                                             |                                             |                                                |
| Золотий хрест Орлиного хреста               | Срібний хрест Орлиного хреста               | Залізний хрест Орлиного хреста                 |
|                                             |                                             |                                                |
|                                             |                                             |                                                |